# Shō Tanaka (Fußballspieler)
Shō Tanaka (japanisch 田中 憧 Tanaka Shō; * 21. November 1994 in der Präfektur Tokio) ist ein japanischer Fußballspieler.

## Karriere
Tanaka erlernte das Fußballspielen in der Schulmannschaft der Kashima Gakuen High School und der Universitätsmannschaft der Toin University of Yokohama. Seinen ersten Vertrag unterschrieb er 2017 bei Grulla Morioka. Der Verein spielte in der dritthöchsten Liga des Landes, der J3 League. Für den Verein absolvierte er 20 Ligaspiele. 2019 wechselte er zum Ococias Kyoto AC. Ein Jahr später nahm ihn der Regionalligisten Fukuyama City FC unter Vertrag.